# Macrorhynchia clarkei
Macrorhynchia clarkei is een hydroïdpoliep uit de familie Aglaopheniidae. De poliep komt uit het geslacht Macrorhynchia. Macrorhynchia clarkei werd in 1900 voor het eerst wetenschappelijk beschreven door Nutting. 